# Храми Чоли
10°46′59″ пн. ш. 79°07′57″ сх. д. / 10.78306° пн. ш. 79.13250° сх. д.
Храми Чоли (англ. Great Living Chola Temples) — комплекс храмів доби правління династії Чола на півдні Індії. Комплекс включає храм Брахідеешварар у Тханджавурі, храм Ґанґайконда-Чолапурам і Айраветасвара у Дарасурамі. З 1987—2004 років різні храми комплексу входять до списку об'єктів Світової спадщини ЮНЕСКО.